# Schienenverkehr in Myanmar

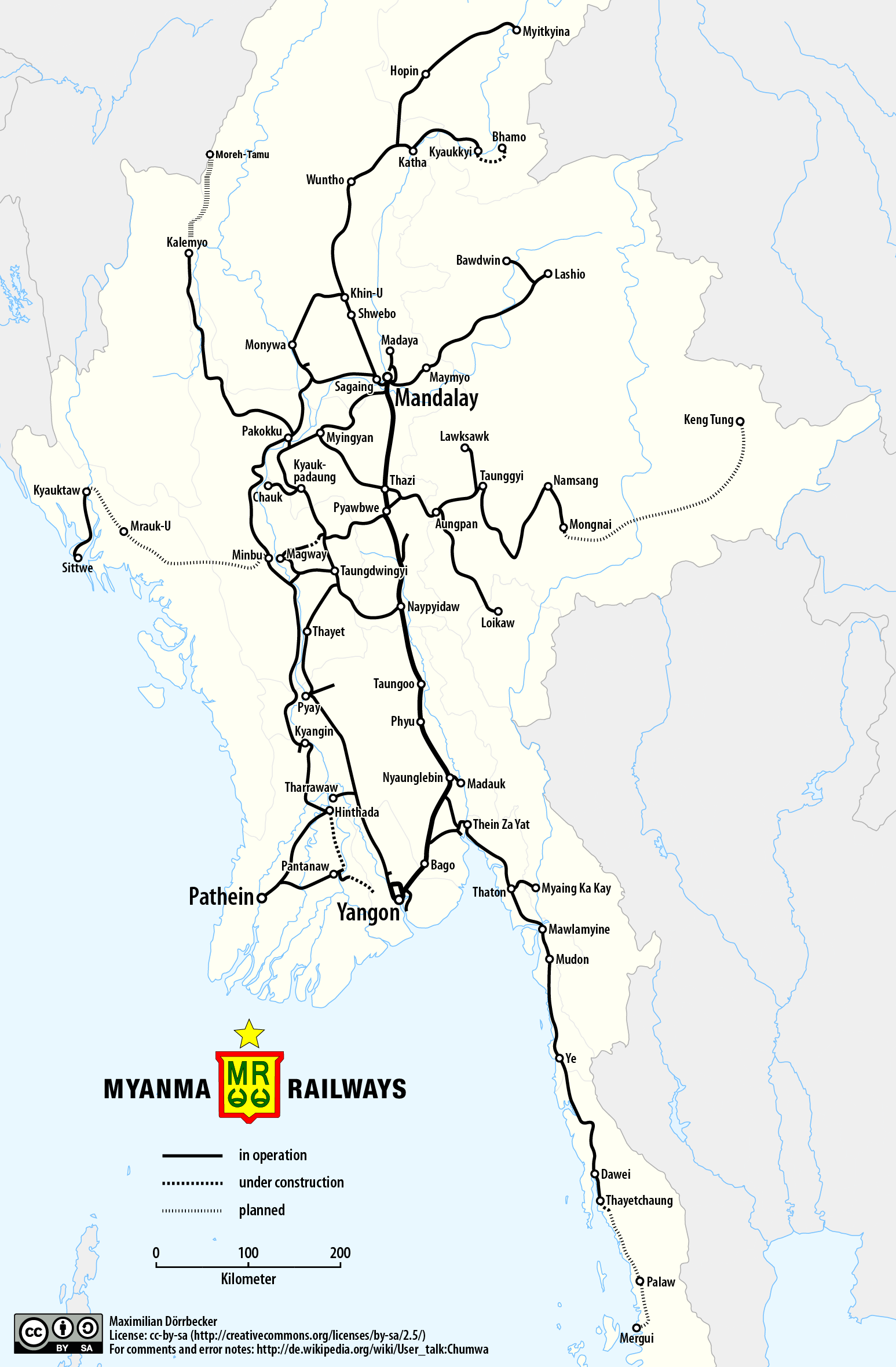
Streckennetz der Myanma Railways

Der Schienenverkehr in Myanmar, dem früheren Burma, wird hauptsächlich von der staatlichen Myanma Railways abgewickelt, die ein meterspuriges Streckennetz von 6208 km Länge betreibt.

## Geschichte

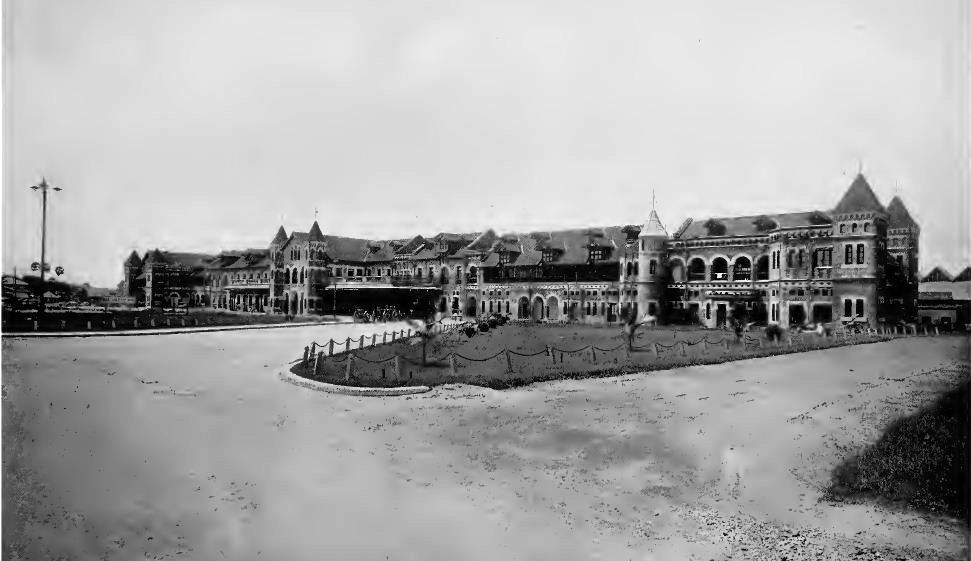
Erster Hauptbahnhof Rangun, 1943 zerstört

Die erste Eisenbahn in Myanmar wurde in der damaligen britischen Kolonie Unterbirma gebaut, verband Rangun (Yangon) mit Prome (Pyay) und wurde 1877 eröffnet. Es folgten weitere Strecken, sodass zu Beginn des 20. Jahrhunderts ein Netz von fast 3200 km Länge entstanden war. Im Zweiten Weltkrieg wurden Bahnanlagen und Fahrzeuge von den jeweils angreifenden und sich zurückziehenden Kriegsparteien mehrfach zerstört und für eigene Zwecke wieder aufgebaut. Berühmtestes Projekt ist in diesem Zusammenhang die von Zwangsarbeitern und alliierten Kriegsgefangenen errichtete Thailand-Burma-Eisenbahn, die Todeseisenbahn, weil bei deren Bau viele Arbeiter ums Leben kamen. Der Wiederaufbau der zerstörten Eisenbahninfrastruktur dauerte lange und erst in den 1960er Jahren war der Vorkriegsstand von mehr als 3000 Streckenkilometern wieder erreicht. In den 1990er Jahren wurde durch ein umfangreiches Ausbauprogramm dieser Bestand etwa verdoppelt. Das Erdbeben in Myanmar 2025 beschädigte auch die Eisenbahninfrastruktur in erheblichem Umfang. 

## Strecken

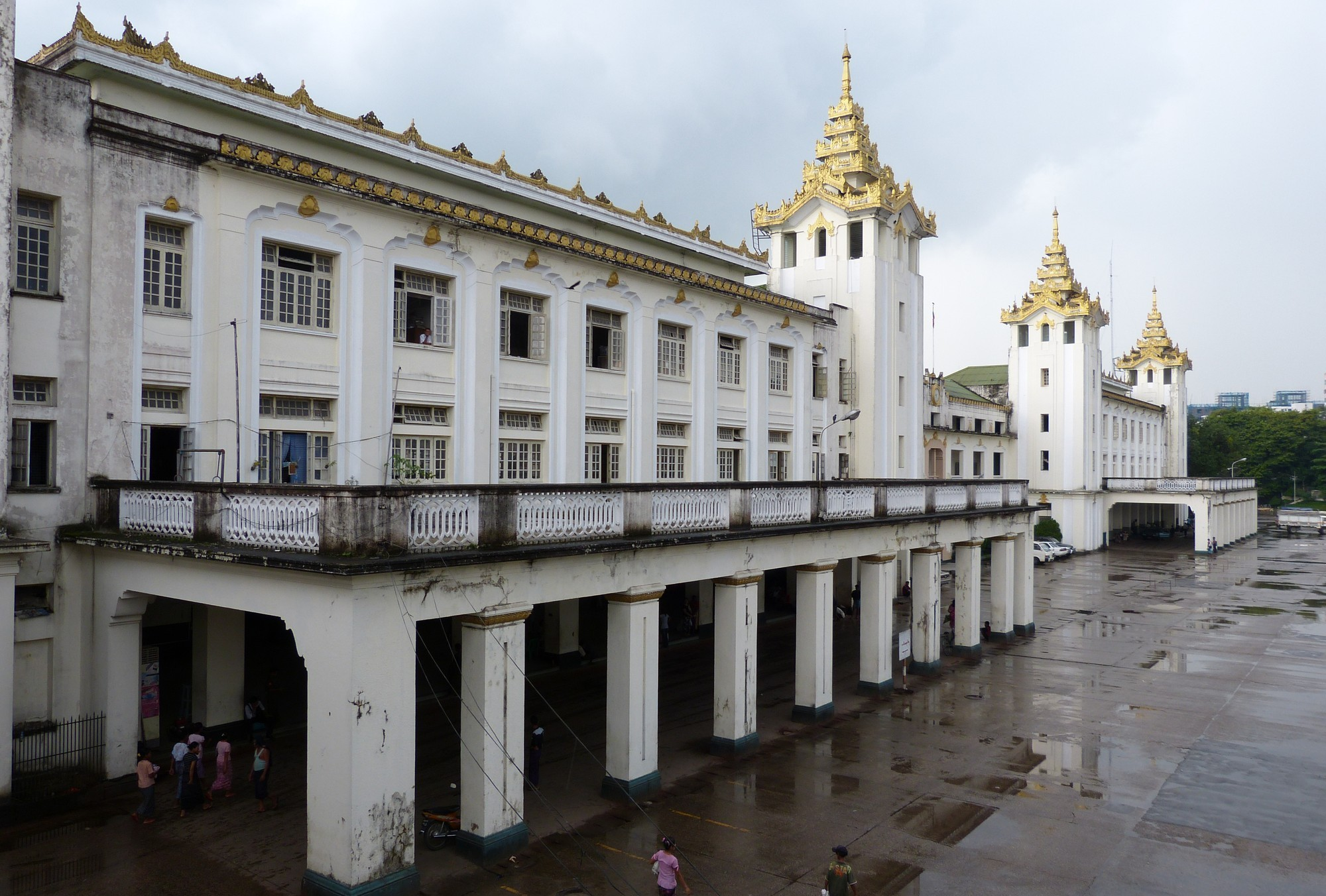
Empfangsgebäude des Hauptbahnhofs Rangun

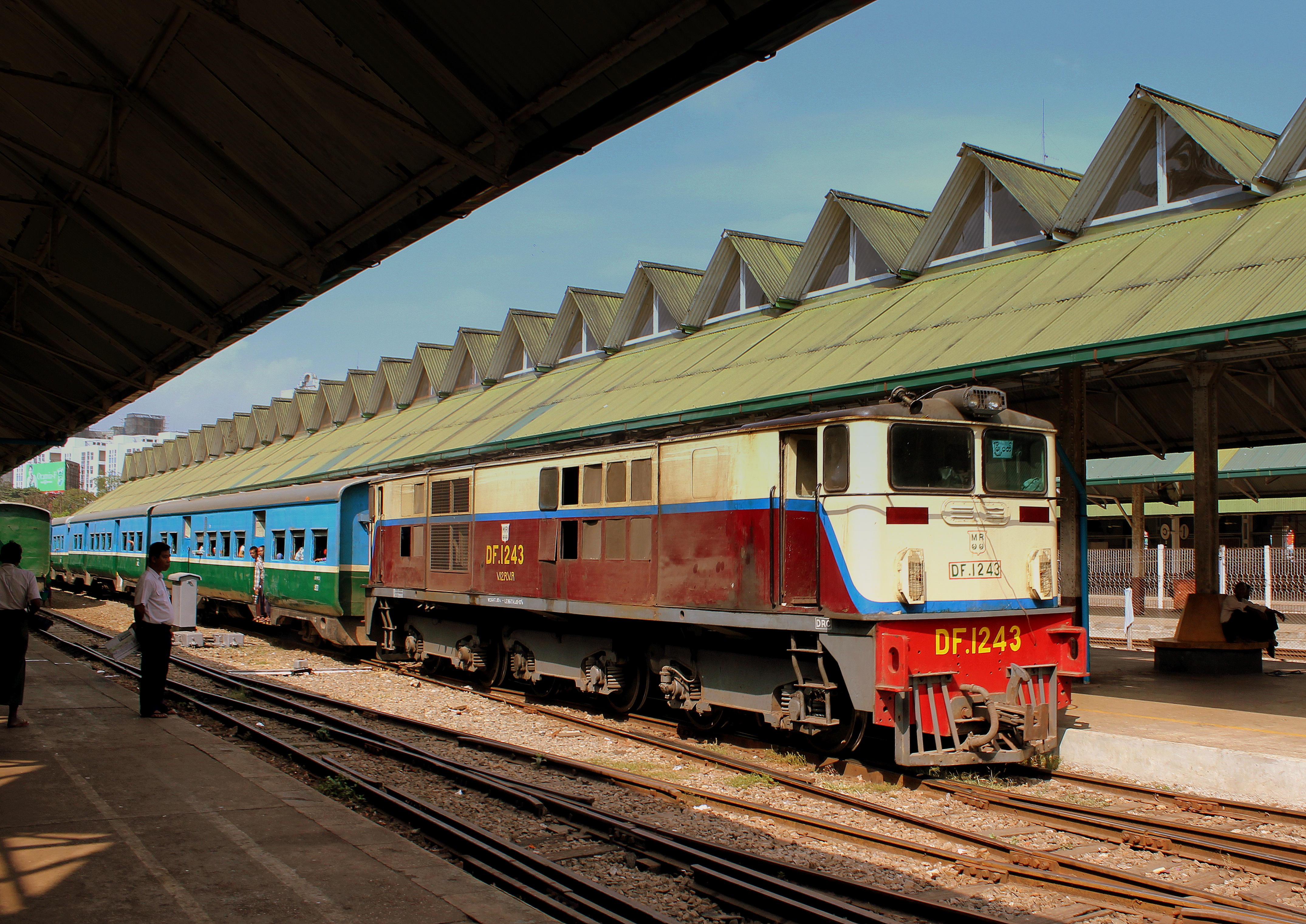
Personenzug im Hauptbahnhof Rangun, 2013

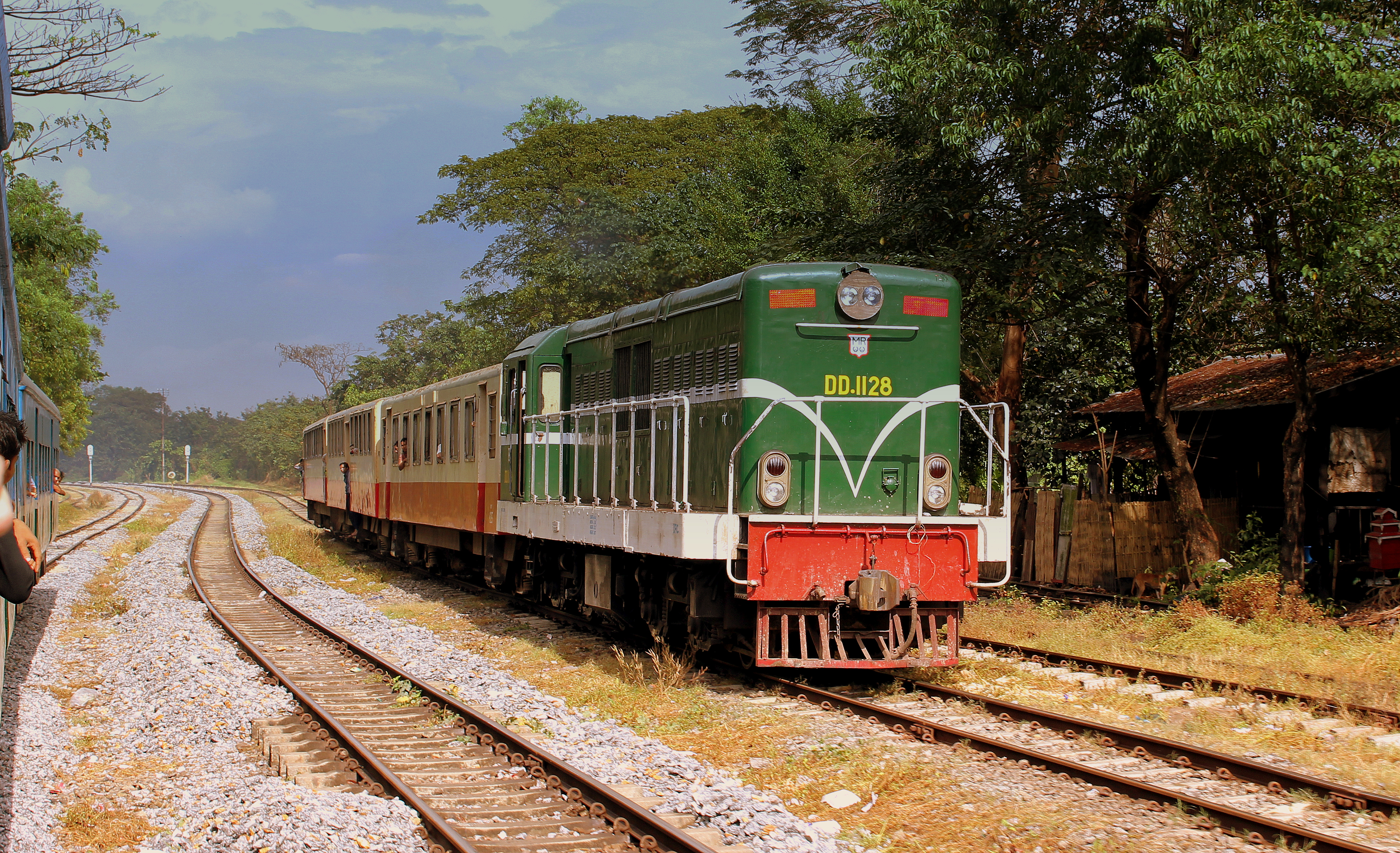
Begegnung auf der Ringbahn Rangun, vor dem Gegenzug eine in China gebaute DD 1100

### Netz der Myanma Railways
Das über 6000 km lange Streckennetz der Myanma Railways ist meist einspurig, nur 701 km sind zweigleisig ausgebaut. Hier wird in der Regel im Linksverkehr gefahren. Es bedient 609 Bahnhöfe und führt über 12099 Brücken. Die Strecken haben einen minimalen Kurvenradius von 200 m, die Steigungen betragen in flacheren Abschnitten 10 ‰, auf Gebirgsstrecken bis 40 ‰. Es werden Schienen mit einem Gewicht von 37 kg/m verwendet, die auf Holz- oder Betonschwellen verlegt werden, die in einem 12 cm dicken Schotterbett liegen. Das Streckennetz ist für 12,5 t Achslast ausgelegt.
Die Kilometrierung der Strecken östlich des Irrawaddy zählt von Yangon aus, die Strecken westlich des Flusses von Pathein.

#### Grenzübergänge
Das Netz der Myanma Railways hat keine Verbindung mehr zu Eisenbahnnetzen in Nachbarländern. Die folgenden Grenzübergänge sind in Planung:
- Indien
  - Bahnstrecke Kalay–Tamu: Auf der Seite von Myanmar soll eine 135 km lange Strecke von Kalay nach Tamu gebaut werden. Im Nordosten Indiens ist im Bundesstaat Manipur die Breitspurstrecke von Jiribam nach Imphal im Bau, die aber noch 70 km bis zum Grenzübergang bei Moreh verlängert werden muss.[7][8]
- Thailand
  - Thailand-Burma-Eisenbahn: Diese Bahnstrecke war nur von 1943 bis 1945 während 17 Monaten in Betrieb. Der Grenzübergang befand sich beim Drei-Pagoden-Pass.
  - Bahnstrecke Thanbyuzayat–Drei-Pagoden-Pass: Diese Strecke hätte einem Neubau der Thailand-Burma-Eisenbahn entsprochen und war Teil des ambitiösen Projektes vom Bau einer Schnellfahrstrecke Kunming–Singapur. Das Projekt wurde 2011 offiziell verworfen, weil auf thailändischer Seite die zukünftige Bahntrasse aufgrund eines Staudamms nicht mehr zur Verfügung steht.[8]
  - Bahnstrecke Dawei–Kanchanaburi: Als Ersatz für die nicht mehr mögliche Strecke über den Drei-Pagoden-Pass wird eine 250 km lange Verbindung vom Tiefseehafen Dawei nach Kanchanaburi in Thailand geplant werden, die über den Phu Nam Ron führen soll.[8]
- Volksrepublik China
  - Bahnstrecke Lashio–Muse: Von der chinesischen Grenze nach Kyaukpyu am Golf von Bengalen soll eine 869 km lange Strecke entstehen, die auf der chinesischen Seite bis nach Kunming weitergeführt wird. Die in Myanmar soll im BOT-Betreibermodell von China Railway Engineering Corporation (CREC) gebaut werden. Zum Bau der Strecke wurde 2011 eine Absichtserklärung unterzeichnet, die mehrmals verlängert wurde.[8]  Im Jahre 2018 wurde eine Machbarkeitsstudie begonnen für den 430 km langen Abschnitt von der Grenze bis Mandalay, der als Normalspurstrecke gebaut werden soll.[2] Auf der chinesischen Seite ist die 330 km lange Strecke von Dali nach Ruli im Bau. Sie soll elektrisch betrieben und mit 140 km/h befahren werden.[9]

Fahrzeuge
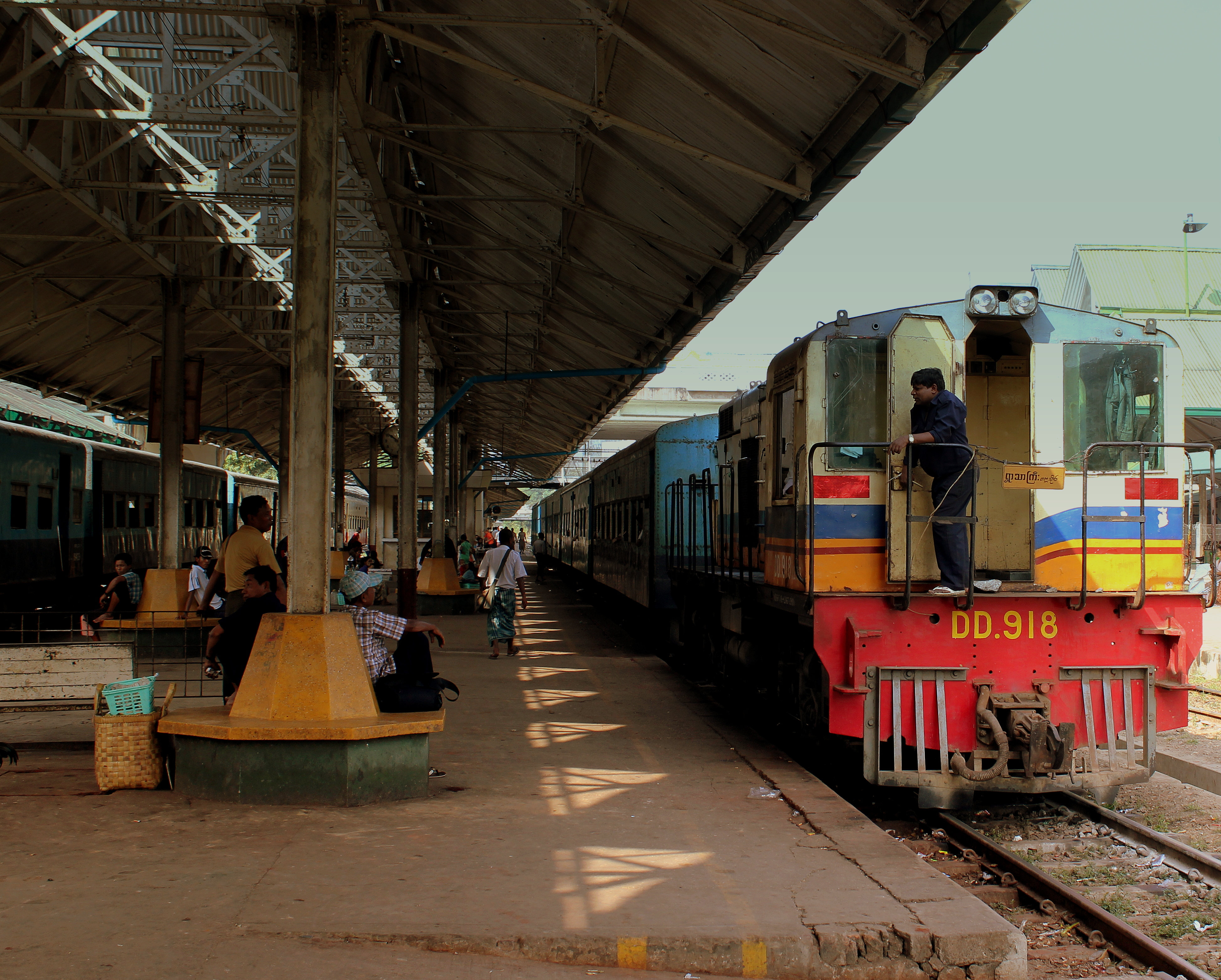
Bei Krupp gebaute dieselhydraulische Lok der Baureihe DD 900 in Rangun, 2013
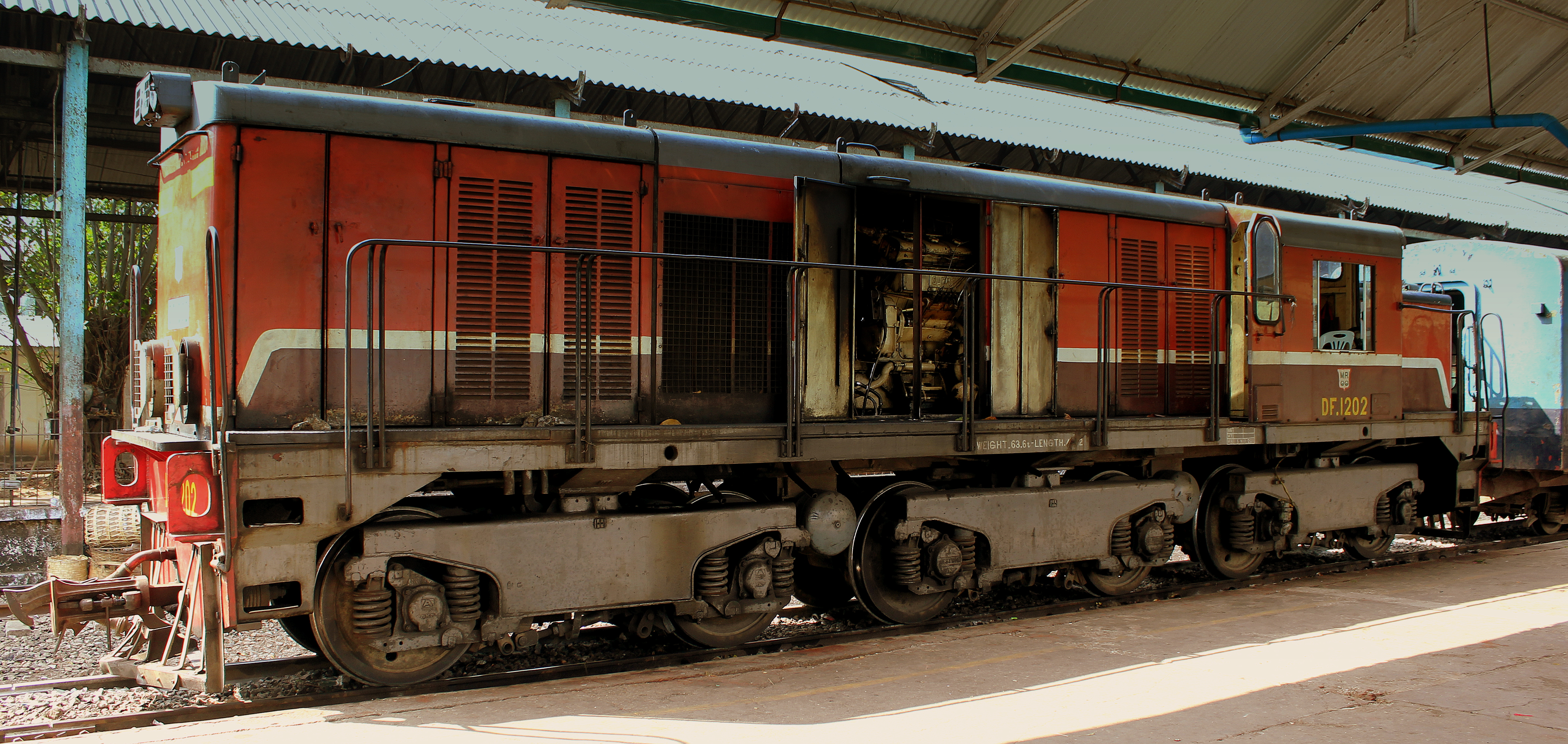
Sechsachsige Diesellokomotive in Rangun, 2013
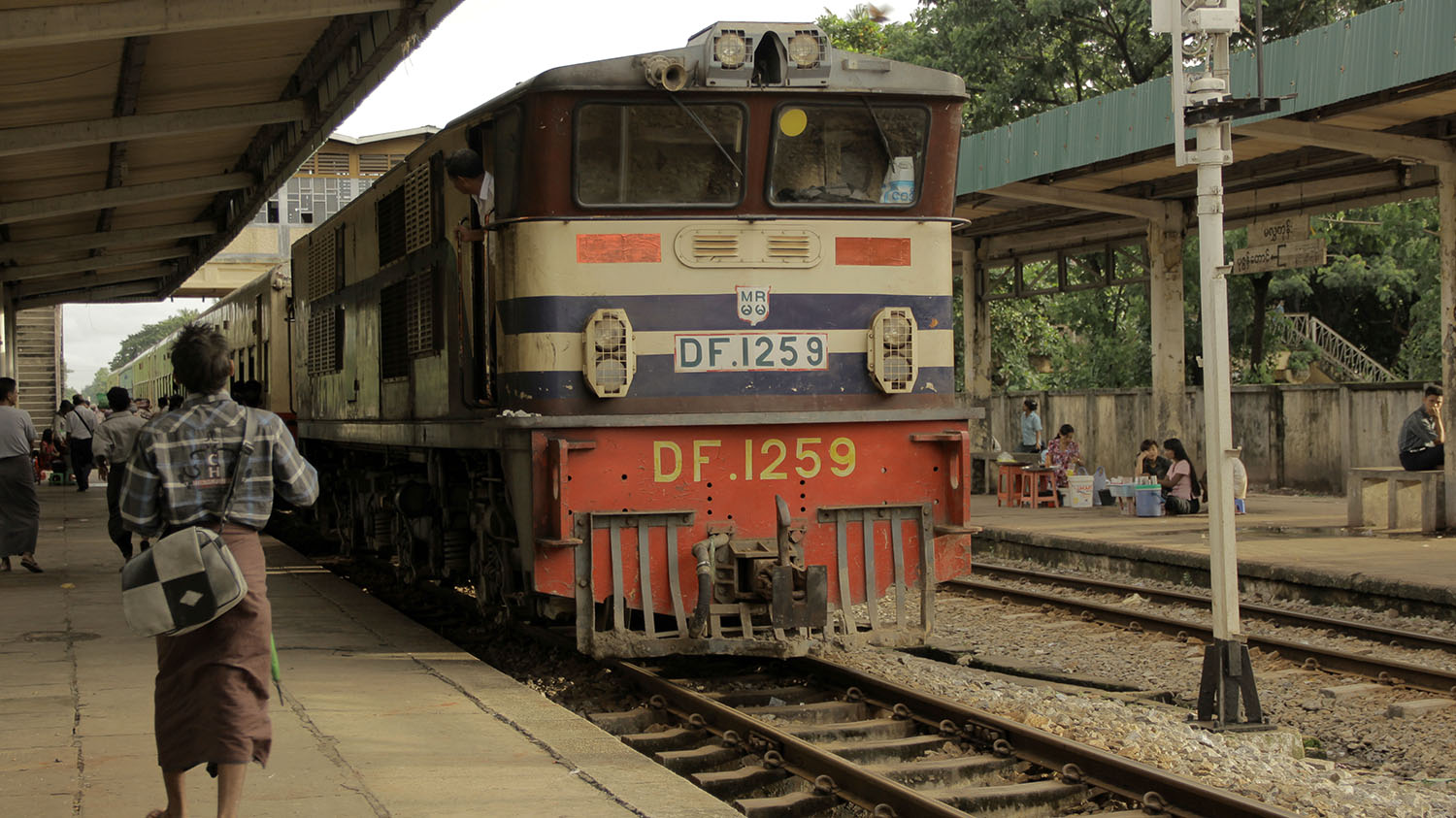
Dieselelektrische Lok von Alsthom in Rangun
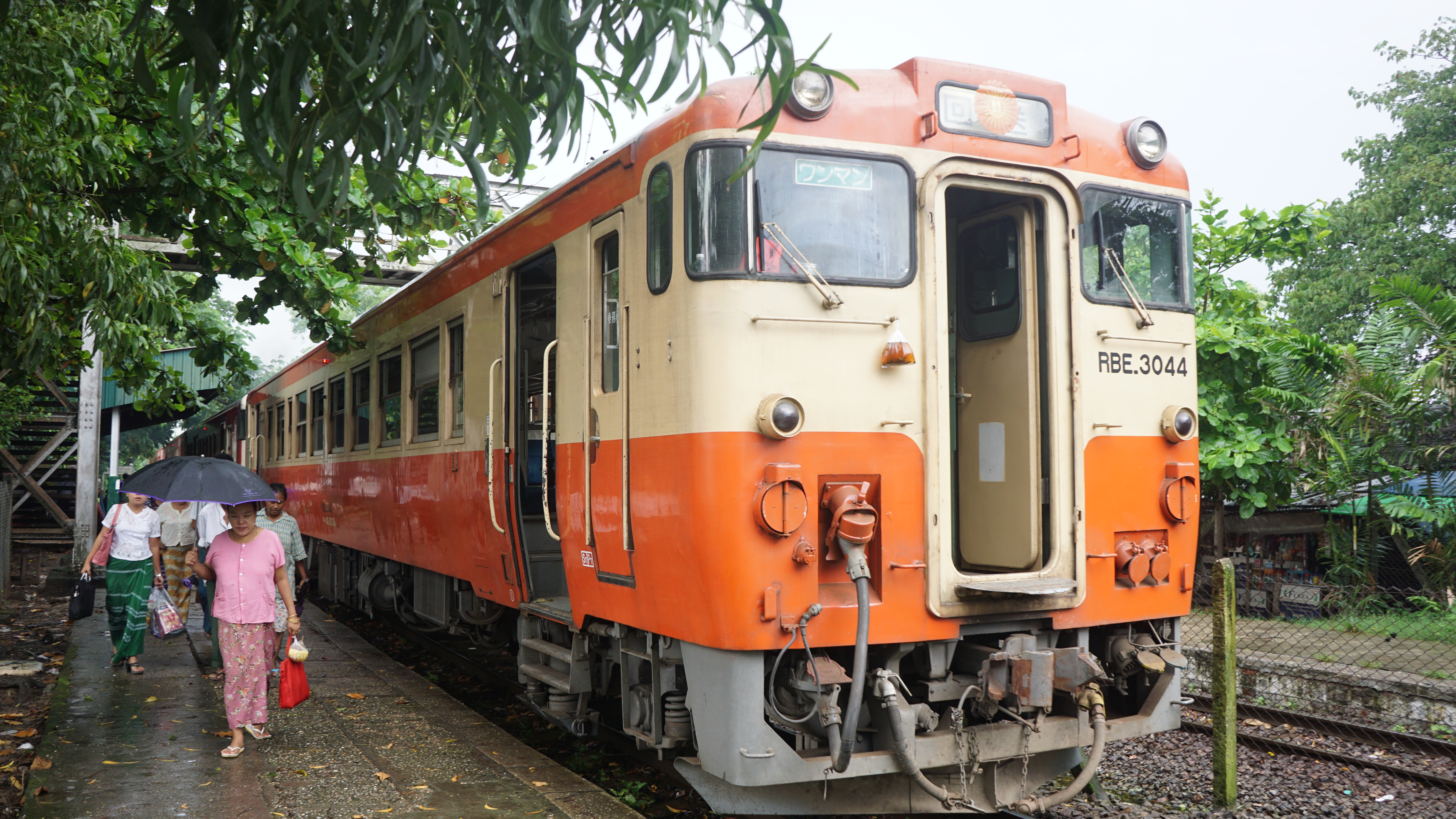
Japanischer Triebzug der Bauart KiHa 40 auf der Ringbahn in Rangun
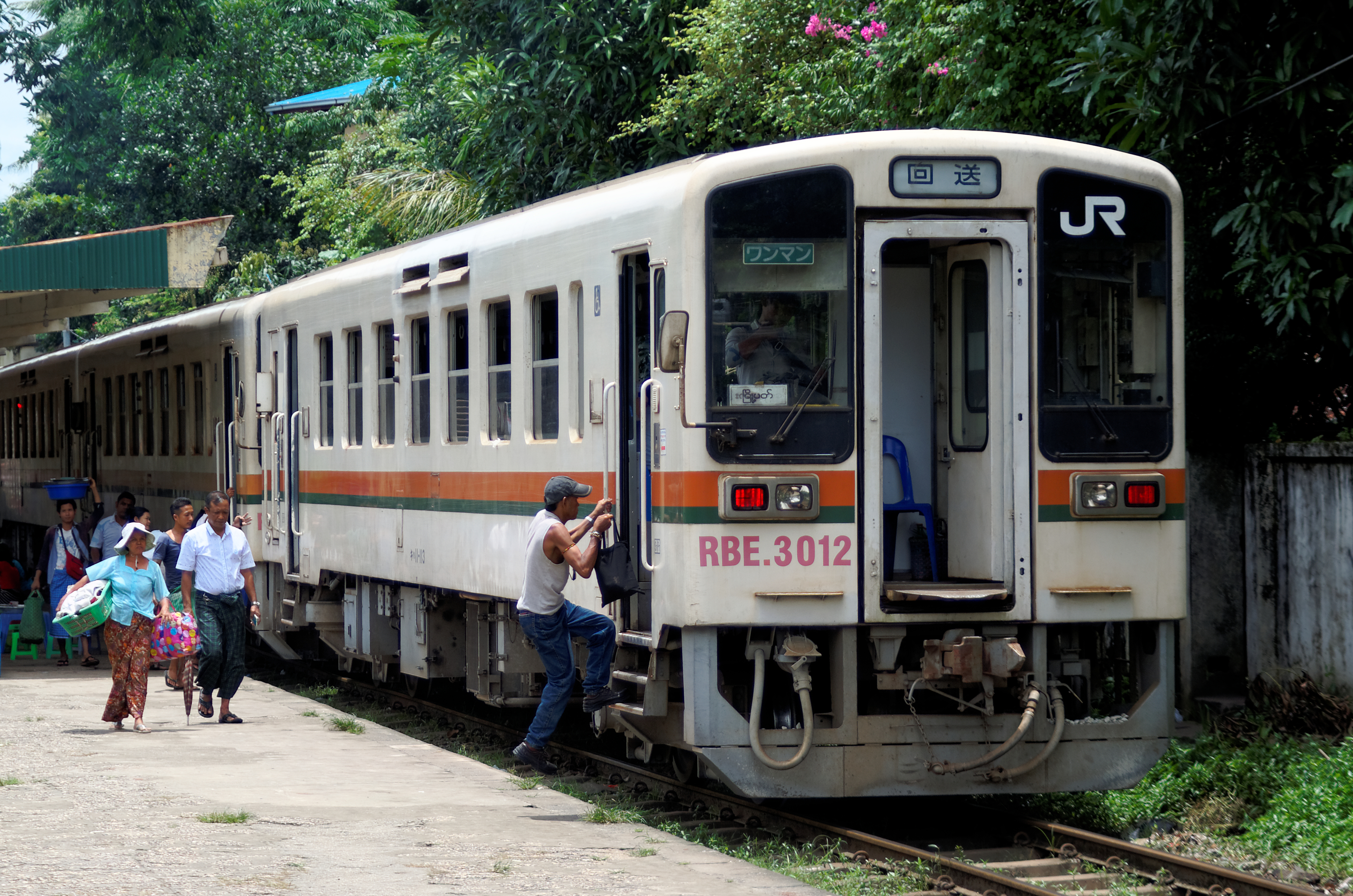
Aus Japan gebraucht erworbener Dieseltriebzug der Baureihe KiHa 11

### Burma Mines Railway
Die Burma Mines Railway ist eine 80 km lange Eisenbahn mit einer Spurweite von 610 mm (2 Fuß), die für den Transport von Silber- und Bleierz zu der Schmelzhütte in Namtu genutzt wird. Die Strecke verläuft von Namyao, an der Strecke Mandalay–Lashio der Myanmar Railways, über Namtu nach Bawdwin und ist 80 Kilometer lang. Die Bahn wurde von 1907 bis 1908 gebaut.

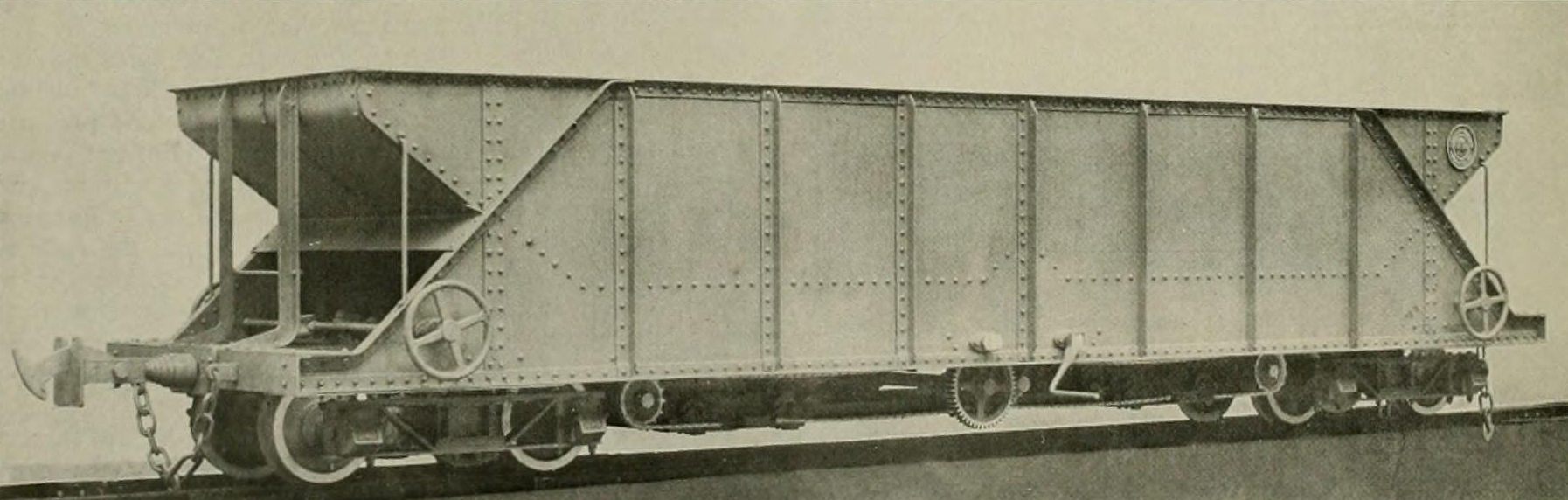
Selbstentladewagen 1917

Um 1925 wurden täglich bis zu 2.000 Tonnen Erze auf der Strecke transportiert. Der minimale Kurvenradius der Strecke beträgt 27,5 Meter, sodass trotz der schmalen Spurweite auch extra stabile rund 8700 mm lange Selbstentladewagen mit 6 t Eigengewicht und 20 t Lademasse zum Einsatz kamen. Diese wurden anfangs bei der Blake Boiler Wagon and Engineering Co. in Großbritannien gekauft, nach dem Zweiten Weltkrieg auch bei der US-amerikanischen Pressed Steel Car Company.
Anfang der 1980er-Jahre wurde die Strecke von Dampf- auf Dieselbetrieb umgestellt. Die Sanierungsarbeiten der Strecke kamen zum Erliegen als 2011 ein Teil verschüttet wurde. Im Jahre 2015 waren die Erztransporte bereits auf die Straße übergegangen und der kommerzielle Betrieb der Bahn eingestellt. Es werden aber immer noch zwei betriebsfähige Dampflokomotiven für Sonderzüge bereitgehalten.

### Straßenbahn

#### Rangun

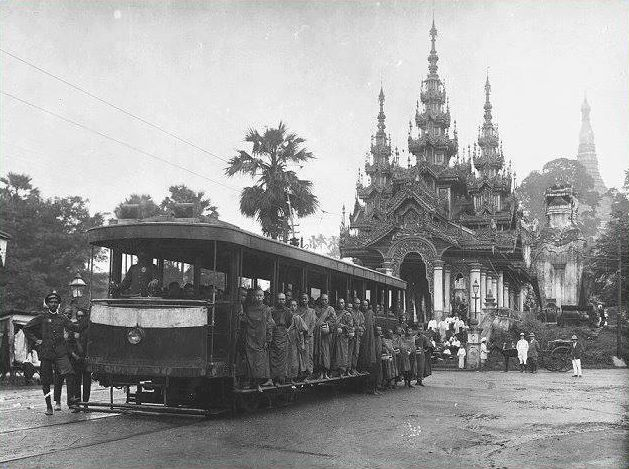
Ehemalige Straßenbahn in Rangun

Die Straßenbahn Rangun entstand Ende des 19. Jahrhunderts als Dampfstraßenbahn. Im Jahre 1905 wurde in Liverpool die Rangoon Electric Tramway and Supply Company gegründet, die bis 1921 ein Streckennetz mit 77 Tramwagen betrieb und Mitte der 1930er über 40 Millionen Fahrgäste beförderte. Die Straßenbahn wurde während des Zweiten Weltkriegs zerstört, ebenso das dazugehörige Kraftwerk, das auch die öffentliche Stromversorgung sicherstellte. Nach dem Krieg wurde die Straßenbahn nicht mehr aufgebaut und das Kraftwerk 1953 verstaatlicht. Nachdem die Entschädigung der Aktionäre der Straßenbahngesellschaft geklärt worden war, wurde diese 1961 aufgelöst.
Im Jahr 2016 wurde auf der ehemaligen Güterstrecke entlang der Strand Road eine 4,8 km lange Straßenbahn eingerichtet. Das einzige Fahrzeug war ein gebraucht erworbener dreiteiliger Triebwagen aus Hiroshima. Damit dieser verkehren konnte, musste eine dritte Schiene zum Meterspurgleis gelegt werden. Der Betrieb wurde nach nur sechs Monaten wieder eingestellt, weil die Straßenbahn nicht benutzt wurde.

#### Mandalay

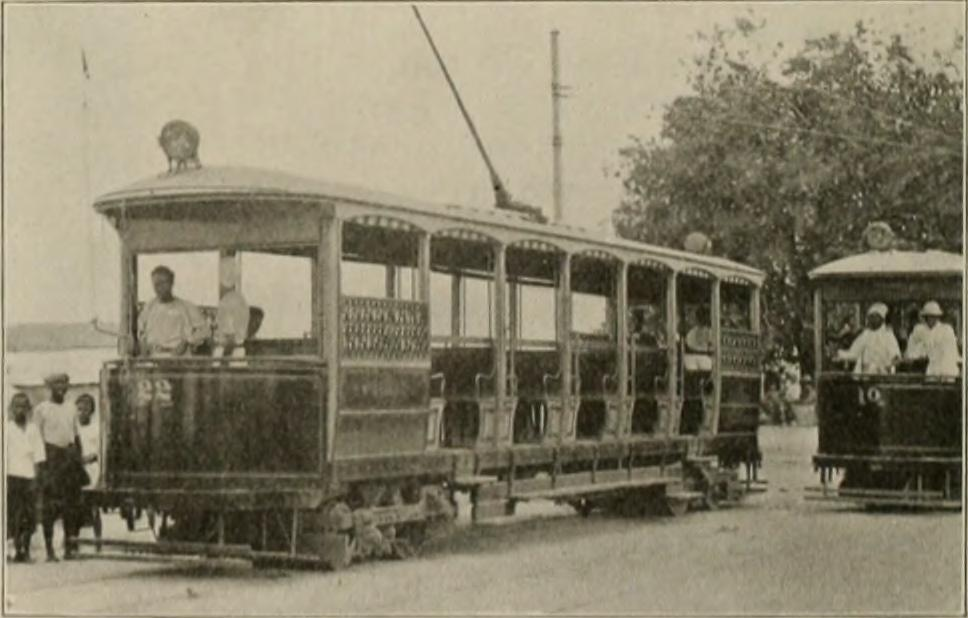
Ehemalige Straßenbahn in Mandalay

Die Straßenbahn von Mandalay war von 1904 bis 1942 in Betrieb. Es wurden drei in Kapspur angelegte Strecken betrieben, auf denen 24 Wagen verkehrten. Die von Dick, Kerr & Co. gebaute Anlage wurde während einem Luftangriff zerstört und nicht wieder aufgebaut.